# 王志長
王志長（17世紀—17世紀），字平仲、又字叔闇，南直隸蘇州府太倉州籍崑山縣人，明朝經學家。

## 生平
王志長是萬曆十七年進士王臨亨之子，萬曆三十八年進士王志堅之弟，於崇禎三年（1630年）中舉人，十三年（1622年）會試中副榜，本來奉特旨與正榜授官，他卻感夢而回鄉，不再出仕。他篤志經學，以《易經》起家，又精通三禮和毛詩，曾說：「《周禮》、《儀禮》文義深奧，是真聖人之書，而《禮記》只能作前兩本書的註釋。」於是削去《周禮》、《儀禮》的註疏，採用漢朝以後儒士說法，改名《註疏刪》，纂輯的有如《晚香集》等作。
弟弟王志慶，年輕時跟隨他學習，喜歡寫詩歌、作史論，在天啟七年中舉人，和他在吳縣終身鄰居如師友。

## 引用
1. 1 2  民國《太倉州志·卷十九·人物三》：王志長，字平仲，臨亨子，志堅弟，崇禎十三年會試副榜，奉特旨與甲榜同授官，感夢而歸，絕意仕進；志長篤於經學，以《易》起家，兼精三禮毛詩，皆有成書。弟志慶，字與遊，少從兄學，弱冠好詩歌作史論上下古人，晨夕手一編有常課，天啟七年中鄉試，志堅後居吳郡，志慶與志長比居終身，相師友無間。
2. ↑  同治《蘇州府志·卷九十九·文苑四》：王志堅，字弱生，崑山人，臨亨子，萬厯三十八年進士……弟志長，字平仲，崇禎庚午舉於鄉，篤志經學，尤精《三禮》、《毛詩》，嘗曰：「周禮儀禮文義古奧，真聖人之書，若禮記僅堪為二禮疏解耳。」乃削二禮註疏，採漢以後諸儒之說，翼之名曰《註疏刪》，翼其學詩也，宗毛、鄭略、朱註於說詩之書，搜羅殆盡，稿凡四易，他所纂輯甚多。
3. ↑  《復社姓氏傳略·卷二》：王志長，字平仲，臨亨次子。崇禎庚午舉人，庚辰中乙榜，奉特旨與甲榜同授官。感夢以歸，遂不出，自題其文曰《晚香集》。 同上（《蘇州府志》）
4. ↑  錢海岳《南明史·卷九十四·列傳第七十》：（崑山人）王志長，字平仲，崇禎三年舉於鄉。通經學。